# ポーリ嚢
ポーリ嚢（ポーリのう、英: Polian vesicle）とは、棘皮動物の水管系の歩環管上にみられる袋状の器官であり、水管内の水溶液中に浮かぶ変形細胞を形成する。この小胞は、ヒトデ、ナマコ、クモヒトデなどの棘皮動物の種類によって数や形態が異なる。例えば、ヒトデでは5つ、クモヒトデでは4つ以上、ナマコでは1つから50ものポーリ嚢が存在する。

## 構造と機能
外側から順に外部の腹膜上皮、結合組織層、筋層、内側の上皮という4つの層から構成されている。これらの上皮細胞はゴルジ体を介して多糖類を生成し、細胞間結合は広範な接着帯（英: zonula adhaerens）と頂端の分節デスモソームから成り立っている。また、表面には微絨毛と繊毛が存在し、基底膜は欠如している。筋肉層はパラミオシン繊維で構成され、結合組織層にはコラーゲン繊維が豊富に含まれ、これらは酸性ムコ多糖類マトリックスに埋め込まれている。
主な機能は、水管系内の圧力を維持し、体液の予備供給源として働くことである。これにより、棘皮動物は効率的な運動や呼吸、摂食活動を行うことができる。また、ナマコのポーリ嚢は、造血や炎症反応にも関与しており、病原体に対する免疫応答に重要な役割を果たしている。

## 種による違い
存在や数は、棘皮動物の種によって異なる。ヒトデでは、放射水管の間に筋肉質の嚢として存在し、通常5つのポーリ嚢が見られる。クモヒトデでは、4つ以上のポーリ嚢があり、ウニでは5つの構造がポーリ嚢またはスポンジ状の体として知られている。一方、ウミユリにはポーリ嚢が存在しない。

## 免疫機能
ナマコにおいて、ポーリ嚢は免疫応答において重要な役割を果たしている。例えば、マナマコ（Apostichopus japonicus）のポーリ嚢は、病原体であるVibrio splendidusに対する感染時に、トール様受容体（TLR）シグナル伝達経路、補体および凝固カスケード、抗原提示、IL-17シグナル伝達経路などの免疫関連経路が活性化されることが、トランスクリプトーム解析によって明らかにされている。
さらに、Holothuria poliiのポーリ嚢は、抗原刺激に対して顕著な構造変化を示し、炎症反応器官として機能することが報告されている。これらの構造変化は、非自己物質を体外へ排出するための生存戦略として、ブラウンボディの形成を伴う。